# 三合乡 (康定市)
三合乡，是中华人民共和国四川省甘孜藏族自治州康定县曾经下辖的一个乡。2019年12月，撤销三合乡，将其所属行政区域划归金汤镇管辖。

## 行政区划
三合乡撤销前下辖以下地区：
边坝村、七家寨村、大火地村、庄房沟村、老五大寺村、新五大寺村、江坝村、二朗村、河坝村、昌须村、赤绒村、庄子村和昌坝村。